# Magneuptychia nebulosa
Espèce
Magneuptychia nebulosa est une espèce d'insectes lépidoptères (papillons) de la famille des Nymphalidae, de la sous-famille des Satyrinae et du genre Magneuptychia.

## Dénomination
Magneuptychia nebulosa a été décrit par Arthur Gardiner Butler en 1867 sous le nom initial d'Euptychia nebulosa.

## Écologie et distribution
Magneuptychia nebulosa est présent au Venezuela.

### Protection
Pas de statut de protection particulier.